# Alfa Aesar
Alfa Aesar ist ein US-amerikanisches Unternehmen, das auf die Herstellung und den Vertrieb von chemischen Substanzen, Reagenzien und Katalysatoren für Forschung und Entwicklung sowie analytische Chemie spezialisiert ist.
Seit 2015 ist das Unternehmen in Thermo Fisher Scientific eingegliedert. Der Kaufpreis betrug 256 Millionen Pfund.